# 應雲鸑
應雲鸑（1507年—？），字瑞伯，浙江寧波府象山縣人，軍籍，明朝政治人物。

## 生平
嘉靖十年（1531年）辛卯科浙江鄉試第二十六名舉人，二十年（1541年）中式辛丑科會試第十七名，三甲第一百八十二名進士。授江西臨川縣知縣。

## 家族
曾祖應傑，教諭；祖父應元徵，興化府同知；父應振肅，母謝氏。慈侍下。